# Кључ (филм из 2022)
Кључ је српски играни филм из 2022. године у режији Марка Сопића, који је премијерно приказан у Београду, 22. фебруара 2022. године.

## Радња
Овај филм прати интригантну тему борбе за веома вредну византијску реликвију — Константиново благо, заоставштину деспота Стефана.
Свету реликвију, која представља симбол врхунске моћи, жели да поседује тајна организација Католичке цркве. За тај задатак ангажује мафијашког боса и његову војску и активира своје људе који се налазе у свим структурама друштва, укључујући и полицију.
Главна јунакиња филма Вера изненада долази у центар те борбе, а вртлог догађаја захвата и њен интимни живот, јер се између ње и Ненада, чувара реликвије, напоредо развија и љубавна прича.
Борба за свето историјско благо одвија се у центру Београда, док живот људи тече уобичајеним током, међу зидинама магичног Котора, на пустим путевима Златибора и шумама Дурмитора, у хаосу ноћних клубова и моћној тишини црквених здања, а оставља крваве трагове, уништене каријере, сломљена срца и низ посмртних ковчега...

### Глумачка подела
| Глумац            | Улога         |
| ----------------- | ------------- |
| Соња Колачарић    | Вера          |
| Радивоје Буквић   | Ненад         |
| Бранимир Поповић  | Мафијашки бос |
| Борис Комненић    | Владика       |
| Мирко Влаховић    | Лука          |
| Растко Јанковић   | Филиповић     |
| Љубомир Бандовић  | Данило        |
| Џек Димић         | Кардинал      |
| Исидора Грађанин  | Марија        |
| Јелица Ковачевић  | Наталија      |
| Лазар Ђукић       |               |
| Александар Лазић  | Милан         |
| Милица Стефановић |               |
| Тијана Сретковић  | Ана Јовановић |
| Саша Јовановић    | Уредник       |
| Младен Совиљ      | Јован         |
| Вахид Џанковић    |               |